# AV de Wielingen
AV de Wielingen is een Nederlandse atletiekclub uit Oostburg met ongeveer 200 leden. De club werd op 7 mei 1984 opgericht en is aangesloten bij de Atletiekunie.
Sinds 2003 heeft AV de Wielingen de beschikking over een atletiekbaan. Deze is gelegen achter Sportcomplex de Eenhoorn aan de Baljuwveltersweg 15. 